# 恒等式
恒等式（こうとうしき、英: identity）は、恒真な等式、すなわち等号 (=) を含む数式であって、そこに現れるあらゆる変数がどのような値にあっても、常に等号で結ばれた左右二つの数式の "値" が等しいもののことを言う。変数の動く範囲は、文脈によって異なる。恒等式であることを明示するとき、= の代わりに ≡ が使われる。
重要な恒等式の中には、公式、定理、法則などと呼ばれて知られているものも多く存在する。オイラーの公式、三角関数の加法定理、指数法則などはその例である。

## 例
- 次の式は実数 x, y について恒等式である。
{\displaystyle x^{2}+2xy+y^{2}=(x+y)^{2}.}
- (1) が実変数 x について恒等式であるとき、 (2) が成立する
{\displaystyle ax^{2}+bx+c=0} … (1),
{\displaystyle a=b=c=0} … (2).
- 三角関数は次のような恒等式で結ばれている。
{\displaystyle \sin ^{2}x+\cos ^{2}x=1,}
{\displaystyle \tan x={\frac {\sin x}{\cos x}}.}
- 1 = 1 はあらゆる変数に関する恒等式である。